# Hans Ernst aus dem Winckel (der Vielgebrauchte)
Hans Ernst aus dem Winckel (* 3. März 1626 in Schierau; † 6. oder 7. November 1695 ebenda) war fürstlich-sächsischer Hofmeister und Geheimer Kammerrat in Merseburg.

## Leben
Winckel ist der Sohn von Hans Ernst aus dem Winckel (der Austeilende) und dessen Ehefrau Ursula von Möllendorff.
1651 wurde Hans Ernst aus dem Winckel in die Fruchtbringende Gesellschaft aufgenommen. Er bekam den Gesellschaftsnamen der Vielgebrauchte und das Motto zur Speise verliehen. Als Emblem wurde ihm ein Zuckerhut zugedacht. Im Köthener Gesellschaftsbuch der Fruchtbringenden Gesellschaft findet sich Winckels Eintrag unter der Nr. 534.
Hans Ernst aus dem Winckel wurde am 3. November 1660 gemeinsam mit seinem Bruder Hans Titus vom Herzog Christian I. von Sachsen-Merseburg mit den Gütern des verstorbenen Vaters belehnt. Diese Belehnung erneuerte  Herzog Christian II. von Sachsen-Merseburg am 29. Juni 1692:  Diesmal jedoch nur für ihn allein, da er mit seinem Bruder am 13. April 1671 in Merseburg das väterliche Erbe vertraglich geteilt hatte. Kurz vor seinem Tod wurde die Belehnung am 3. Oktober 1695 nochmals erneuert.
Hans Ernst aus dem Winckel starb 1695 im Alter von 69 Jahren auf seinem Gut Schierau und hinterließ zahlreiche Passiv-Schulden.
Er war verheiratet in 2. Ehe mit Martha Elisabeth von Pflug aus dem Hause Strehla. Er war Vater der Söhne Johann (Hans) Ernst, Christian (* 18. September 1678) und Friedrich Abrahem aus dem Winckel aus 1. Ehe.
| Personendaten    | Personendaten                                 |
| ---------------- | --------------------------------------------- |
| NAME             | Winckel, Hans Ernst aus dem                   |
| KURZBESCHREIBUNG | sächsischer Hofmeister und Geheimer Kammerrat |
| GEBURTSDATUM     | 3. März 1626                                  |
| GEBURTSORT       | Schierau                                      |
| STERBEDATUM      | 6. November 1695 oder 7. November 1695        |
| STERBEORT        | Schierau                                      |